# Louise Thérèse de Montaignac
Louise-Thérèse de Montaignac de Chauvance, O.C.J. (14. května 1820, Le Havre – 27. června 1885, Moulins) byla francouzská římskokatolická řeholnice, zakladatelka a členka kongregace Oblátek Srdce Ježíšova. Katolická církev ji uctívá jako blahoslavenou.

## Život
Narodila se dne 14. května 1820 v Le Havre jako páté ze šesti dětí Raimonda Amata a Anny de Raffin. Její otec pracoval jako státní úředník. Její rodiče měli vazby na šlechtické rody bývalého království. Své první svaté přijímání přijala 6. června 1833.
Její vzdělávání začalo v sedmi letech. Studovala na koleji Věrných společníků Ježíšových a od roku 1837 na škole Paris des Oiseaux, kterou vedli augustiniáni. V pozdním dětství začala číst evangelia a duchovní spisy sv. Terezie z Ávily. Roku 1842 ji poprvé postihlo onemocnění kostí, které ji trápilo po zbytek života, kdy některé jeho části byla upoutána na lůžko. 8. září 1843 složila soukromý slib Nejsvětějšímu Srdci Ježíše Krista. V roce 1844 zahájila se svou tetou proces zakládání nové komunity zasvěcené Nejsvětějšímu Srdci Ježíšovu, ale projekt se zastavil s tetinou smrtí 4. prosince 1845. V roce 1848, se se svými sourozenci a rodiči přestěhovala do Montluçonu. Roku 1848 založila Společnost svatostánků s důrazem na eucharistii a v roce 1854 další zbožný spolek, zasvěcený adoraci z cílem odčiňování hříchů. Angažovala se také v péči o sirotky.
Vyhledala radu svého duchovního vůdce , otce Gaumeho, a rozhodla se nepřipojit ke karmelitkám, jak dříve zamýšlela, ale spíše pokračovat v práci, kterou ona a její teta zahájily. Začala se shromažďováním dívek pro budoucí kongregaci. Založila také katechetické centrum a sirotčinec pro děti. Později zemřela její sestra, pročež se v červenci roku 1863 ujala výchovy tří jejích dětí. V březnu roku 1874 založila ženskou řeholní kongregaci Oblátek Srdce Ježíšova, kdy její formální činnost byla zahájena 21. prosince 1874 s původním názvem Zbožná společnost Oblátek Srdce Ježíšova.
V prosinci roku 1875 byla jmenována generální sekretářkou Apoštolátu modlitby, který vedl jezuitský kněz Ramier. Dne 17. května 1880 byla zvolena generální představenou své kongregace, která byla 4. října 1881 schválena papežem Lvem XIII.
Zemřela dne 27. června 1885 v Moulins ve věku 65 let.

## Úcta
Její beatifikační proces započal dne 23. prosince 1914, čímž obdržela titul služebnice Boží. Dne 28. března 1988 ji papež sv. Jan Pavel II. podepsáním dekretu o jejích hrdinských ctnostech prohlásil za ctihodnou. Dne 3. března 1990 byl uznán zázrak na její přímluvu, potřebný pro její blahořečení.
Blahořečena pak byla dne 4. listopadu 1990 na Svatopetrském náměstí papežem sv. Janem Pavlem II.
Její památka je připomínána 27. června. Bývá zobrazována v řeholním oděvu.